# Skógafoss
Skógafoss är ett av Islands största vattenfall och ligger i älven Skogá i Suðurland. Det är 25 meter brett och faller 60 meter ner från de klippor som tidigare utgjorde kustlinjen. Nu ligger havet fem kilometer bort. 
På den östra sidan om vattenfallet går en vandringsled upp till bland annat passet Fimmvörðuháls, vilket ligger mellan glaciärerna Eyjafjallajökull och Mýrdalsjökull.